# نادي أود
نادي أود لكرة القدم (بالإنجليزية: Odds Ballklubb) المعروف عموماً باسم أود، ناد نرويجي من مدينة شين الواقعة في مقاطعة تلمارك الجنوبية. تأسس النادي في 1885 ولكن قسم كرة القدم لم يُنشئ قبل 31 مارس 1894. ولذلك يعد أود من أقدم الأندية الرياضية التي لاتزال موجودة في النرويج.

## مقالات متعلقة
- من أبرز اللاعبين في صفوفه رفيق زخنيني في سنة 2015.

## روابط خارجية
- الموقع الرسمي